# Eden Alene
Eden Alene (hebraisk: עדן אלנה; født 7. maj 2000) er en israelsk sangerinde, der skulle have repræsenteret Israel ved Eurovision Song Contest 2020, der imidlertid blev aflyst på grund af COVID-19-pandemien. I stedet er hun af israelsk tv blevet internt udvalgt til at repræsentere landet ved Eurovision Song Contest 2021 med sangen "Set Me Free".
Alene blev født i Jerusalem som en datter af etiopisk-jødiske immigranter. Hendes forældre blev skilt, da hun var to år gammel.
I 2017 ansøgte hun om den tredje sæson af den israelske X Factor, som hun vandt i januar 2018.

## Diskografi
- 2018: Better
- 2019: Save Your Kisses for Me
- 2019: When It Comes to You